# يوسف جبارين
يوسف تيسير جبارين  (العبرية: יוסף תיסיר ג'בארין)، (الانجليزية: Yousef Jabareen) سياسي فلسطيني واكاديمي حقوقي، ولد في تاريخ 23 فبراير عام 1972 في مدينة أم الفحم في منطقة المثلث، شغل منصب نائب في الكنيست الإسرائيلي منذ شهر اذار/مارس 2015، وهو ممثل عن الجبهة الديمقراطية للسلام والمساواة، ضمن القائمة المشتركة التي تجمع اربع احزاب تنشط في المجتمع الفلسطيني في اسرائيل.

## النشأة التعليمية والاكاديمية
تعلم في مدرسة «ابن خلدون» الابتدائية قبل ان يلتحق بمدرسة اكليريكية مار يوسف-المطران الثانوية في مدينة الناصرة، حيث كان رئيًسا لمجلس الطلاب في الاعدادية ثم بالثانوية.
انتقل جبارين إلى دراسته الأكاديمية في كلية الحقوق في الجامعة العبرية في القدس، وخلال سنوات دراسته الجامعية كان رئيسا للجنة الطلاب العرب في الجامعة العبرية في القدس ورئيسا للاتحاد القطري للطلاب الجامعيين العرب. حصل على اللقب الثاني من الجامعة الأمريكية في واشنطن، وعلى اللقب الثالث من جامعة جورجتاون الكاثوليكية في واشنطن بدرجة امتياز.
حصل على العديد من المنح والجوائز العلمية منها منحة مركز «منيرفا» لحقوق الإنسان في الجامعة العبرية ومعهد «ماكس بلانك» للقانون الدولي والقانون المقارن في جامعة هايدلبرج في ألمانيا، ومنحة مجلس التعليم العالي للمحاضرين العرب المتفوقين. كما وحصل عدة مرات على شهادة المحاضر المتفوق من جامعة حيفا والكلية الأكاديمية تل-حاي.

## النشاط الجماهيري والسياسي
عمل لعدة سنوات مستشارا قضائيا لجمعية حقوق المواطن في إسرائيل وترافع عن العديد من المؤسسات والهيئات العربية (مثل اللجنة القطرية لرؤساء السلطات المحلية العربي ولجنة متابعة قضايا التعليم العربي) في عدة التماسات هامة لمحكمة العدل العليا، مثل قضية مكانة اللغة العربية على اللافتات والتمثيل الملائم العرب في الاجسام العامة في الدولة وقضايا المساواة في تخصيص الميزانيات.
خلال سنوات دراسته في واشنطن تدرب في عدة مؤسسات دولية مثل اللجنة العربية-الأمريكية لمناهضة التمييز ولجنة المحامين لحقوق الإنسان في الولايات المتحدة.
ترشح جبارين في الانتخابات الداخلية للجبهة الديمقراطية للسلام والمساواة وحصل على المقعد الرابع بالقائمة وكان المرشح العاشر في القائمة المشتركة. انتخب في اذار 2015 عضو في البرلمان.

## الانجازات المهنية والعلمية
بادر في نهاية العام 2006 بالتعاون مع مجموعة من الاكاديميين والناشطين الجماهيريين العرب إلى تأسيس مركز «دراسات» – المركز العربي للحقوق والسياسات وذالك كأول مركز عربي يختص بدراسة وتحليل السياسات الجماهيرية تجاة المجتمع العربي بالبلاد، ويطرح البدائل المهنية والرؤى المستقبلية.
كتب جبارين الفصل القانوني في وثيقة «التصور المستقبلي للعرب الفلسطينيين في إسرائيل» (2006) حول الحقوق الجماعية المنشودة للأقلية العربية، ووثيقة «دستور متساو للجميع» التي صدرت عن مركز مساواة في العام 2006.
نشر العديد من المقالات العلمية، الحقوقية والفكرية التي تعالج قضايا حقوق الإنسان عامة وحقوق الاقليات القومية والأصلانية بشكل خاص، دوليا ومحليا، كما ويشارك سنويا في العديد من المؤتمرات الدولية العلمية والسياسية حول هذه القضايا.
إضافة للعمل الأكاديمي والكتابة البحثية والعلمية كتب جبارين العديد من المقالات الصحفية تطرق فيها لجملة من القضايا السياسية، الاجتماعية ولبعض القضايا التي تتعلق باختصاصه المهني.

## الجبهة الديمقراطية للسلام والمساواة

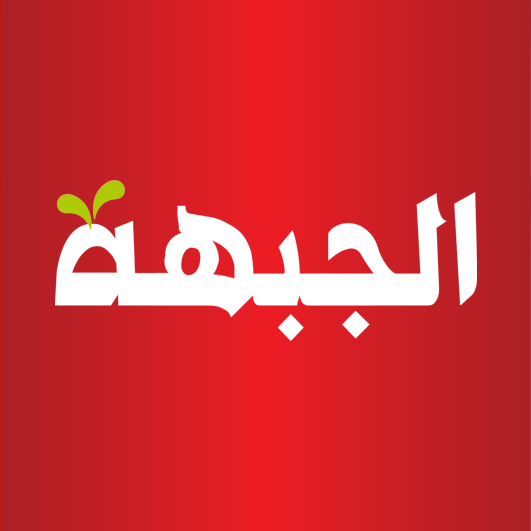
شعار الجبهة الديمقراطية للسلام والمساواة

الجبهة الديمقراطية للسلام والمساواة هو جسم سياسي في إسرائيل، تأسس في العام 1975، بعد احتجاجات شعبية كبيرة مثل يوم الأرض 1976، فقد نضجت الظروف لتوحيد أجسام شعبية تناضل من أجل السلام، المساواة والعدل الاجتماعي. فكانت هذه الأجسام:
- الحزب الشيوعي الإسرائيلي.
- أوساط شعبية وشخصيات محلية وصل عددها الآلاف.
- حركة الفهود السود.
- لجنة المبادرة الدرزية التي تشدد على الانتماء العربي للدروز وترفض الخدمة العسكرية الإلزامية.
- رابطة الجامعيين ومعلمي المدارس الثانوية.

الجبهة هي أوّل من طالب بإقامة دولة فلسطينية عاصمتها القدس، وهي تدعو لحل قضية اللاجئين حلا عادلا وفقًا لمقررات الأمم المتحدة، وتدعو للاعتراف بالمواطنين العرب كأقلية قومية ومساواتها قوميا ومساواة المواطنين العرب مدنيا مع المواطنين اليهود. وتناضل من اجل العدل الاجتماعي ومساواة المرأة.
حصلت الجبهة الديمقراطية على خمسة مقاعد برلمانية في العام 1977، وعلى أربعة مقاعد في سنوات الثمانينات، وثلاثة مقاعد في غالبية الانتخابات منذ العام 1992، وفي العام 2009 قفزت إلى أربعة مقاعد حافظت عليها في الانتخابات 2013. في انتخابات الهستدروت (نقابة العمال) الأخيرة 2012 حققت الجبهة الديموقراطية للسلام والمساواة انجازات غير مسبوقة منذ سنوات الخمسينيات حيث حصلت على رئاسة مجالس العمال في منطقة الناصرة والمثلث وعلى رئاسة المنظومة النسائية نعمات في الناصرة والمثلث وشفاعمرو والبطوف، بعد ان سيطر حزب العمل على هذه المواقع منذ تأسيس الهستدروت حتى العام 2012. ورغم هذه الانجازات الانتخابية الهامة إلا أن الجبهات المحلية تلقت ضربات قاسية في الانتخابات المحلية (2013 – 2014) حيث خسرت بلدية الناصرة رغم أنها حافظت على القوة الأولى بالعضوية (ثماني أعضاء من أصل 19 عضوًا في المجلس البلدي).